# Antonio Giovanni Lanzirotti

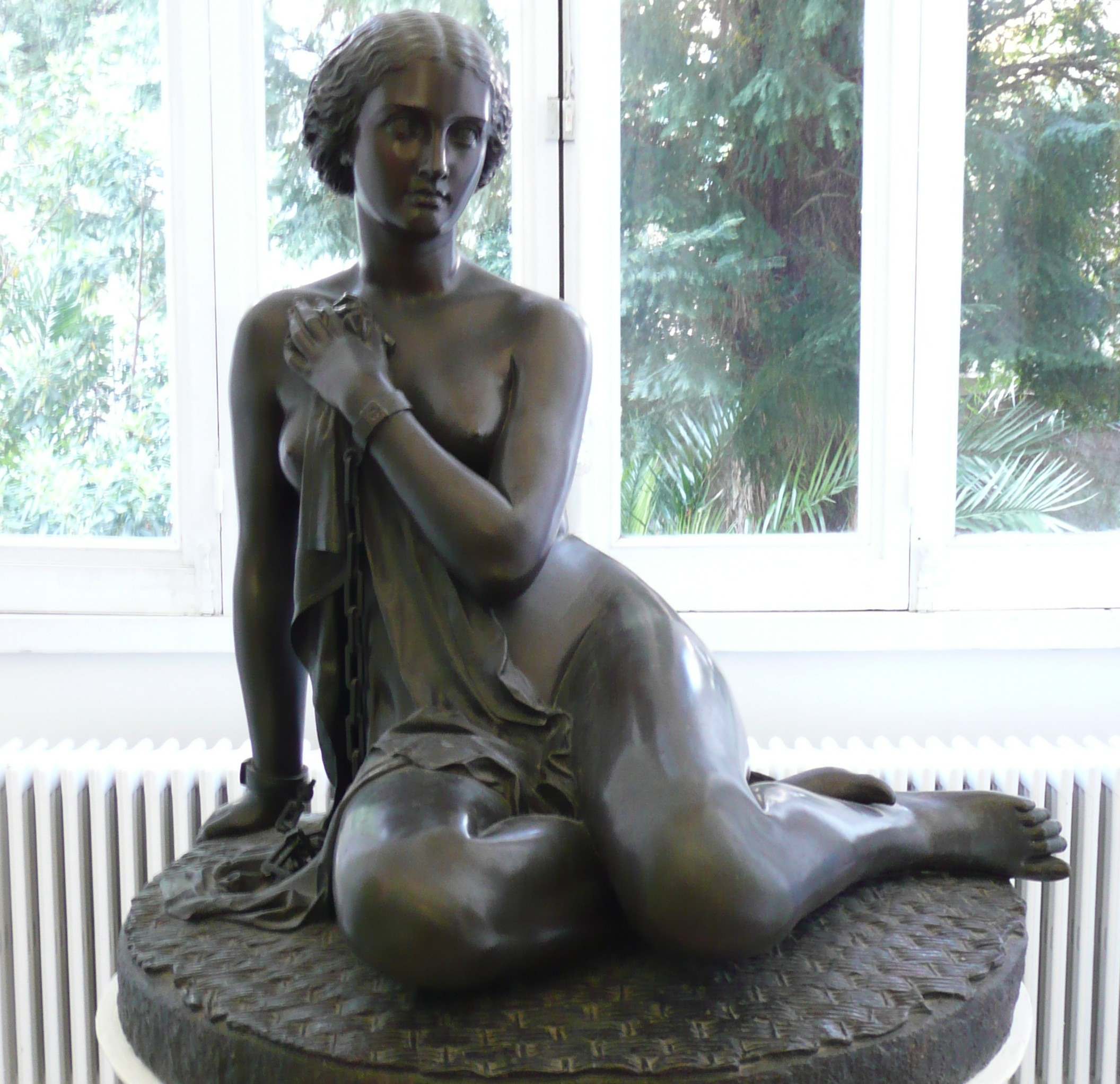
La schiava, Musée des Beaux-Arts Jules Chéret, Nizza

Antonio Giovanni Lanzirotti (Napoli, 9 maggio 1830 – 1921) è stato uno scultore italiano.

## Biografia
Studiò a Palermo fino al 1848, quando aderì alla rivoluzione siciliana del 1848 militando sotto il generale Ignazio Ribotti. Fallita l'insurrezione, fu imprigionato a Castel Sant'Elmo a Napoli, dove durante la prigionia fu prima condannato a morte e successivamente graziato. Fu esiliato dal Regno delle Due Sicilie e si recò a Torino, dove per un anno prestò servizio come granatiere.
Successivamente, si trasferì a Parigi per lavorare sotto Joseph Michel Ange Pollet. La sua prima opera fu L'educazione di Bacco, esposta all'Esposizione universale del 1855 a Parigi.
Nel 1860 aderì al movimento garibaldino, fu fatto prigioniero a Capo Corso, incarcerato per due mesi a Gaeta, poi rientrò a Parigi. Lì completò: Amore punito, La danza, il mausoleo del conte Tyzhieviez, Una bagnante, che espose al Salon, Il piacere, La Follia e molti busti e ritratti, compresi quelli di Cassagnac, di M. Girardin, del dottor Armand Trousseau, dello scrittore Pierre Beaumarchais, del re Umberto I.
Nel 1863 tornò a Torino, dove il re Vittorio Emanuele II commissionò le statue del Conte Verde e del Duca Vittorio Amedeo I. Altre sue opere furono le statue La pensierosa, trovata a Londra, e La schiava, venduta al museo di Nizza.
Lanzirotti fece parte di molte accademie, fu insignito della Croce dei Cavalieri dei Santi Maurizio e Lazzaro, dell'Ordine della Corona d'Italia e dell'Ordine di Isabella la Cattolica.